# ماتیاس بارتک
ماتیاس بارتک (انگلیسی: Matthias Bartke؛ زادهٔ ۱۶ ژانویهٔ ۱۹۵۹) یک سیاست‌مدار اهل آلمان است. 